# Zamarada ostracodes
Zamarada ostracodes är en fjärilsart som beskrevs av Fletcher 1974. Zamarada ostracodes ingår i släktet Zamarada och familjen mätare. Inga underarter finns listade i Catalogue of Life.